# 4 maj
4 maj är den 124:e dagen på året i den gregorianska kalendern (125:e under skottår). Det återstår 241 dagar av året.

## Återkommande bemärkelsedagar

### Flaggdagar
- Nederländerna: Nationella dagen för åminnelse av döda.
- Lettland: Självständighetens återupprättande 1990

### Övriga
- Hela världen: Star Wars-dagen eller May the 4th (inofficiell Star Wars-högtid som firas av fans över hela världen).

## Namnsdagar

### I den svenska almanackan
- Nuvarande – Monika och Mona
- Föregående i bokstavsordning
  - Florianus – Namnet fanns, till minne av Florianus en kristen martyr, på dagens datum före 1704, då det utgick, till förmån för Monika.
  - Majne – Namnet infördes på dagens datum 1986, men utgick 1993.
  - Mona – Namnet infördes på dagens datum 1986 och har funnits där sedan dess.
  - Monika – Namnet infördes på dagens datum 1704, då det ersatte Florianus, och har funnits där sedan dess.
- Föregående i kronologisk ordning
  - Före 1704 – Florianus
  - 1704–1900 – Monika
  - 1901–1985 – Monika
  - 1986–1992 – Monika, Majne och Mona
  - 1993–2000 – Monika och Mona
  - Från 2001 – Monika och Mona
- Källor
  - Brylla, Eva (red.): Namnlängdsboken, Norstedts ordbok, Stockholm, 2000. ISBN 91-7227-204-X
  - af Klintberg, Bengt: Namnen i almanackan, Norstedts ordbok, Stockholm, 2001. ISBN 91-7227-292-9

### Finlandssvenska almanackan
- Nuvarande från 2020[1] – Rosita, Rosa
- I föregående revideringar[a][2]
  - 1929–2004 – Rosa
  - 2005–2019 – Rosa, Rosita

## Händelser
- 1436 – Den svenske upprorsledaren och rikshövitsmannen Engelbrekt Engelbrektsson blir mördad på en holme i Hjälmaren av Måns Bengtsson, då han är på väg till Stockholm. Engelbrekt blir begravd i den närliggande Örebro kyrka och blir efter sin död föremål för en riklig helgonkult. När han nu är borta från en politiska scenen kommer den under de närmaste 35 åren behärskas av hans efterträdare Karl Knutsson.
- 1471 – 3 500 man yorkiska trupper, ledda av Edvard IV (som en månad tidigare har återtagit den engelska tronen från sin rival Henrik VI), besegrar 6 000 man lancastriska, ledda av den avsatte Henriks drottning Margareta av Anjou, i slaget vid Tewkesbury. Därmed krossas den lancastriska drömmen att återta kronan och två och en halv vecka senare låter Edvard mörda Henrik, som sitter fången i Towern i London. Det dröjer dock till 1485, innan det pågående engelska inbördeskriget Rosornas krig är över.
- 1862 – Kapten Henrik Lindström introducerar på Hotell Witt i Kalmar en köttfärsbiffrätt, som han har ätit under sin tid i den ryska huvudstaden S:t Petersburg. Rätten blir mycket uppskattad och sprids sedermera till hela Sverige. Den får efter upphovsmannen namnet biff à la Lindström.
- 1886 – Den generalstrejk med demonstrationer för åtta timmars arbetsdag, som har utbrutit i Chicago den 1 maj, eskalerar, då sju poliser och fyra demonstrerande arbetare dödas i den så kallade Haymarketmassakern, när en bomb kastas, sedan tumult har uppstått mellan arbetare och poliser. Till minne av händelsen högtidlighålls den första maj varje år som arbetarnas internationella dag.
- 1970 – Fyra studenter blir ihjälskjutna och nio skadade av nationalgardet vid universitetet Kent State University i Kent i Ohio i USA, då studenterna genomför en protestmarsch mot USA:s invasion av Kambodja, som president Richard Nixon har meddelat på tv den 30 april.
- 1979 – Den brittiska konservativa partiledaren och oppositionsledaren Margaret Thatcher efterträder James Callaghan som Storbritanniens premiärminister, sedan hennes parti har vunnit valet dagen före. Hon blir landets första kvinnliga premiärminister och kommer att inneha posten till 1990. Tillsammans med den amerikanske presidenten Ronald Reagan (som tillträder 1981) kommer hon att dominera 1980-talets världspolitik och får smeknamnet Järnladyn (The Iron Lady).
- 1989 – Den amerikanska rymdsonden Magellan skickas upp i rymden med rymdfärjan Atlantis, med uppdraget att cirkulera runt och kartlägga planeten Venus yta. Detta blir den första rymdsond, som skickas upp med hjälp av en rymdfärja, den första som använder Inertial Upper Stage-bränsleraket och den första som använder sig av aerobraking, för att hamna i omloppsbana. Den går i omloppsbana runt Venus 10 augusti året därpå och cirkulerar sedan runt planeten till 1994.
- 1990 – Lettlands nyvalda "högsta sovjet" antar en förklaring om självständighetens återupprättande.
- 1991
  - Det filippinska hembiträdet Delia Maga, som arbetar i Singapore, hittas strypt till döds, samtidigt som hennes arbetsgivares fyraårige son Nicholas Huang, som hon passade vid tiden för sin död, hittas drunknad i ett badkar. Ett annat filippinskt hembiträde, Flor Contemplacion, blir misstänkt för de båda morden och erkänner dem, vilket leder till, att hon avrättas 1995. Före avrättningen framkommer indikationer på att Nicholas far kan ha mördat Maga, sedan sonen drunknat genom en olyckshändelse, men avrättningen genomförs ändå trots att den filippinske presidenten Fidel Ramos vädjar till Singapore att inte genomföra den. Händelsen leder till flera år av ansträngda relationer mellan Filippinerna och Singapore.
  - Dagen blir en trippelsegerdag för Sverige, då bordtennisspelarna Peter Karlsson och Thomas von Scheele vinner guldmedaljerna i herrdubbelturneringen i årets bordtennis-VM, samma dag som Sverige tar guld i herrishockey-VM och artisten Carola Häggkvist senare på kvällen vinner årets upplaga av Eurovision Song Contest i Rom med låten ”Fångad av en stormvind”.

## Födda
- 1008 – Henrik I, kung av Frankrike 1031–1060
- 1611 – Carlo Rainaldi, italiensk arkitekt
- 1654 – Kangxi, kejsare av Kina 1661–1722
- 1655 – Bartolomeo Cristofori, italiensk instrumentmakare
- 1770 – John Taylor, amerikansk demokratisk-republikansk politiker, senator för South Carolina, guvernör i samma delstat
- 1793 – William Cabell Rives, amerikansk politiker och diplomat, senator för Virginia, USA:s minister i Frankrike
- 1810 – Alexander Walewski, fransk politiker och ambassadör, Frankrikes utrikesminister
- 1825 – Thomas Henry Huxley, brittisk biolog
- 1827 – John Hanning Speke, brittisk upptäcktsresande
- 1840 – George Gray, amerikansk demokratisk politiker och jurist, senator för Delaware
- 1860 – Bogi Thorarensen Melsteð, isländsk historiker
- 1863 – Charles S. Deneen, amerikansk republikansk politiker, guvernör i Illinois och senator för samma delstat
- 1875 – John J. Blaine, amerikansk republikansk politiker, guvernör i Wisconsin och senator för samma delstat
- 1880 – Bruno Taut, tysk arkitekt och stadsplanerare
- 1882 – Sylvia Pankhurst, brittisk politiker och kvinnorättskämpe, dotter till Emmeline Pankhurst
- 1902 – Mona Mårtenson, svensk skådespelare
- 1903 – Luther Adler, amerikansk skådespelare
- 1905 – Nils Perne, svensk kompositör, textförfattare och teaterchef
- 1907 – Svante Kristiansson, svensk fotograf och socialdemokratisk politiker
- 1909 – Sven Paddock, svensk sångtextförfattare, kompositör och radioman
- 1912 – Britta Brunius, svensk skådespelare
- 1916 – Jane Jacobs, amerikansk författare samt arkitektur- och stadsplaneringskritiker
- 1918 – Kakuei Tanaka, japansk politiker, Japans premiärminister
- 1923 – Gillis William Long, amerikansk demokratisk politiker, kongressledamot
- 1928
  - Maynard Ferguson, amerikansk jazztrumpetare
  - Lars Gullin, svensk jazzmusiker
  - Hosni Mubarak, egyptisk politiker, Egyptens president 1981–2011
  - Betsy Rawls, amerikansk golfspelare
  - Joseph Tydings, amerikansk demokratisk politiker, senator för Maryland
- 1929
  - Audrey Hepburn, brittisk-amerikansk skådespelare
  - Johann Otto von Spreckelsen, dansk arkitekt
  - Bo Strömstedt, svensk professor och publicist, chefredaktör för tidningen Expressen
- 1931
  - Bruce Haack, kanadensisk musiker
  - Gennadij Rozjdestvenskij, rysk dirigent
- 1937
  - Olle Björling, svensk skådespelare
  - Inger Hayman, svensk skådespelare
- 1938 – Leif Söderström, svensk operaregissör och librettist
- 1939 – Amos Oz, israelisk författare, professor och samhällsdebattör
- 1944 – Russi Taylor, amerikansk röstskådespelare
- 1946 – John Watson, brittisk racerförare
- 1947 – Colin Breed, brittisk liberaldemokratisk politiker, parlamentsledamot
- 1949 – Lars Elinderson, svensk moderat politiker
- 1951 – Jackie Jackson, amerikansk musiker, medlem i gruppen The Jackson Five
- 1953 – Göran Engman, svensk skådespelare
- 1954 – Pia Zadora, amerikansk skådespelare
- 1957 – Soozie Tyrell, amerikansk violinist, medlem i gruppen E Street Band
- 1958 – Keith Haring, amerikansk konstnär
- 1959
  - Inger Nilsson, svensk skådespelare
  - Randy Travis, amerikansk countryartist
- 1960 – Thomas Rundqvist, svensk ishockeyspelare, VM-guld 1987 och 1991, kopia av Svenska Dagbladets guldmedalj 1987
- 1967 – Rolf Carlsson, svensk låtskrivare, artist och författare
- 1968 – Julian Barratt, brittisk komiker, skådespelare och musiker
- 1972 – Mike Dirnt, amerikansk musiker, basist i gruppen Green Day
- 1973 – Malin Andersson, svensk fotbollsspelare, VM-silver 2003
- 1974 – Anders "Ankan" Johansson, svensk musiker, komiker samt radio- och tv-programledare
- 1977 – Emily Perkins, kanadensisk skådespelare
- 1987 – Cesc Fàbregas, spansk fotbollsspelare
- 1989 – Rory McIlroy, brittisk (nordirländsk) golfspelare
- 1997 – Nathalie Björn, svensk fotbollsspelare, VM-brons 2019 och 2023, OS-silver 2020

## Avlidna
- 1436 – Engelbrekt Engelbrektsson, svensk upprorsledare och rikshövitsman (mördad)
- 1519 – Lorenzo II de' Medici, 26, härskare i Florens sedan 1513 och hertig av Urbino sedan 1516
- 1664 – Cornelis de Graeff, 64, nederländsk statsman
- 1709 – Nils Gyldenstolpe, 66, svensk greve, ämbetsman och diplomat, Sveriges kanslipresident sedan 1702
- 1722 – Claude Gillot, 49, fransk målare och etsare
- 1770 – Fredrik Trolle, 76, svensk lanthushållare, politiker och fideikommissarie
- 1803 – Jacob Fredrik Neikter, 58, svensk kulturhistoriker och skytteansk professor
- 1825 – Gustaf Murray, 78, svensk teologie doktor och biskop i Västerås stift
- 1879 – Axel Eurén, 75, svensk präst, skolman och författare
- 1880 – Edward Clark, 65, amerikansk militär och politiker, guvernör i Texas 1861
- 1909 – Adèle Dumilâtre, 87, fransk ballerina
- 1911 – Alfred B. Kittredge, 50, amerikansk republikansk politiker, senator för South Dakota 1901–1909
- 1916 – Joseph Mary Plunkett, 28, irländsk poet och revolutionär (avrättad)
- 1924 – Edith Nesbit, 65, brittisk författare
- 1938 – Carl von Ossietzky, 48, tysk journalist, författare och pacifist, mottagare av Nobels fredspris 1935
- 1954 – Albert Forslund, 73, fackföreningsman och statsråd, LO:s ordförande februari–september 1936
- 1955 – Carl O. Hertzberg, 66, svensk skådespelare och producent
- 1961 – Anita Stewart, 66, amerikansk skådespelare
- 1967 – Bengt von Törne, 75, finlandssvensk tonsättare, konstkännare och essäist
- 1968 – Olle Florin, 61, svensk skådespelare
- 1972 – Edward C. Kendall, 86, amerikansk kemist, mottagare av Nobelpriset i fysiologi eller medicin 1950
- 1980 – Josip Broz Tito, 87, jugoslavisk kommunistisk politiker, Jugoslaviens premiärminister 1945–1953 och president sedan 1953
- 1984 – Diana Dors, 52, brittisk skådespelare
- 1986 – Kotti Chave, 74, finlandssvensk skådespelare
- 1987 – Paul Butterfield, 44, amerikansk musiker och bluessångare
- 1988 – Stanley William Hayter, 86, brittisk målare och grafiker
- 1994 – Per Engdahl, 85, svensk fascistisk politisk aktivist
- 1998 – Alois Estermann, 43, schweizisk officer, kommendant för schweizergardet i Vatikanstaten (mördad)
- 2001 – Arne Sucksdorff, 84, svensk regissör, manusförfattare, fotograf och dokumentärfilmare
- 2009 – Dom DeLuise, 75, amerikansk skådespelare, komiker och kock
- 2010 – Brita Borg, 83, svensk sångare, skådespelare och revyartist
- 2012
  - Angelica Garnett, 93, brittisk författare och konstnär
  - Adam Yauch, 47, amerikansk musiker, låtskrivare och rappare i gruppen Beastie Boys med artistnamnet MCA
  - Rashidi Yekini, 48, nigeriansk fotbollsspelare
- 2013
  - Christian de Duve, 95, belgisk biokemist, mottagare av Nobelpriset i fysiologi eller medicin 1974
  - Otis R. Bowen, 95, amerikansk republikansk politiker, guvernör i Indiana 1973–1981, USA:s hälsovårdsminister 1985–1989
- 2014
  - Toimi Alatalo, 85, finländsk längdskidåkare
  - Al Pease, 92, kanadensisk racerförare
  - Tony Settember, 87, amerikansk racerförare
- 2016 – Olle Ljungström, 54, svensk sångare, gitarrist och låtskrivare
- 2020 – Gunnar Larsson, 80, svensk idrottsledare, ordförande för Riksidrottsförbundet 2001–2005
- 2021 – Nick Kamen, 59, brittisk artist och låtskrivare
- 2024 – Frank Stella, 87, amerikansk målare